# Gulag Orkestar
Gulag Orkestar es el álbum debut de Beirut. Fue grabado en 2005 en Albuquerque, Nuevo México. Un Gulag era un sistema ruso de "campos de trabajo correctivo" en Siberia.
En el librito del disco se explica que las fotos de la parte delantera y trasera fueron encontradas en una biblioteca de Leipzig arrancadas de un libro. Los creadores del álbum desconocían al fotógrafo original mientras grababan, aunque posteriormente descubrieron que se trababa de Sergey Chilikov. 

El álbum ha sido muy aclamado por la crítica y fue votado al mejor álbum de 2006 por la etiqueta indie y tienda de Rough Trade. El álbum más tarde fue vuelto a publicar a fin de incluir el Lon Gisland EP.

## Lista de canciones
1. "The Gulag Orkestar" – 4:38
2. "Prenzlauerberg" – 3:46
3. "Brandenburg" – 3:38
4. "Postcards from Italy" – 4:17
5. "Mount Wroclai (Idle Days)" – 3:15
6. "Rhineland (Heartland)" – 3:58
7. "Scenic World" – 2:08
8. "Bratislava" – 3:17
9. "The Bunker" – 3:13
10. "The Canals of Our City" – 2:21
11. "After the Curtain" – 2:54

- Datos: Q669912